# 永瀬ゆい
永瀬 ゆい（ながせ ゆい、1999年〈平成11年〉10月15日 - ）は、日本の元AV女優。AV女優時はアトラクティブ所属。

## 略歴
2016年、人前に出てみたいという思いやAKB48への憧れから16歳でアイドルになる。しかし、先輩との上下関係や人気を保つための競争、枕営業など、想像していたようなキラキラとした世界とはかけ離れた現実に失望し、「自分には人前に出る仕事は向いていない」と感じ1年も経たないうちにアイドルを引退。なお、桜もこは所属グループの先輩にあたりAVでの共演も実現している。
2019年5月、ムーディーズ、『本物アイドルAV解禁 外神田からやってきたミニマムCuteガール149cm 永瀬ゆい』でAVデビュー。デビュー当時は4本程度の出演で辞めようと考えていたが、次第に「見られる仕事」が楽しいと感じるようになり、AV業界が想像以上にクリーンだった（マネージャーの存在や、撮影内容が安心できるものだった）こともありAV女優を継続。（但し「3年やったら引退する」事はその時から決めていたという。）以後、企画単体女優として活動。
2019年12月1日、今日のアダルトVR作品では広く知られる『天井特化アングル』が初めて考案・採用された作品に単体で出演。初代天井特化アングル女優となる。
2021年9月7日、自身のTwitterで2021年いっぱいでAV女優を引退することを発表。
引退発表と同時に、「なでしこジャパンに入るという夢ができた」「これからはサッカーに専念したい」と綴ったが、後に話題作り目的であり本心ではなかったことを明かしている。サッカー経験はないがサッカーの試合観戦が好きなことは事実。この発言以降、引退作を含む複数の作品で衣装や役柄、企画などにサッカーやフットサルの要素が用いられた。
2021年12月、AV女優を引退。
2022年9月16日、松本いちかと共にYouTubeチャンネル『あだちる』を開設。『盟友、松本いちかとつくる永瀬ゆい卒業プロジェクト』と題して行ったクラウドファンディングにより制作されたミュージック・ビデオ『あだるとちるどれん(Prod.Samoari)』を投稿。

## 人物
東京都出身。
阿修羅MICなど、アウトローな雰囲気の日本語ラップが好き。
パリが好き。
趣味はダンス。特技は軟体。

### AV女優として
AV女優になったきっかけは高い収入に魅力を感じたこと。当時、アイドルを経験していた頃は月に10万円以下の収入で、レッスン費用などをひくと生活が困難なレベルであったため収入への心配が高まっていたことも相まったという。
潮吹きはデビュー作で初体験。
好きな体位は立ちバック、正常位、背面騎乗位。立ちバックは高校時代の彼氏と「手軽に出来る体位」としてよく行っていたことから好きになった。
AV女優になったことで、高い収入と自身の顔や声・バストサイズなど、それまでコンプレックスだったことを「個性」として認めてもうことができ自分に自信を持てたことが「AV出演で得ることのできた大きな財産」だと引退前に語った。
デビュー間もない頃に同じロリ系女優として共演が多かった（のちに両者ともギャル作品でも多数共演）渚みつきとはプライベートでも仲が良く、2人で飲んだり遊びに行ったりしている。引退時のXCITYインタビューでは同じく共演が多く、プライベートでも仲の良い松本いちかと共に「私よりもしっかりしている」と評している。

## 作品

### アダルトビデオ
- 本物アイドルAV解禁 外神田からやってきたミニマムCuteガール149cm 永瀬ゆい（5月25日、ムーディーズ）
- イッた直後も突かれまくってイカされまくる外神田の現役アイドルが初めて絶頂の向こう側を味わう連撃ピストンSEX 永瀬ゆい（6月22日、kawaii*）
- 外神田の本物アイドルはじめてのナマ中出し 永瀬ゆい（6月22日、本中）
- はじめて彼女ができたので幼なじみとSEXや中出しの練習をする事にした 永瀬ゆい（6月29日、ムーディーズ）
- 「オヤジとキメパコ中出し」 生意気だけど鬼カワ制服ギャルに致×量100倍の媚薬を飲ませたらオカシクなったのかニヤニヤ笑顔で中出し欲しがるオナホの神様になったww ゆいちゃん（7月13日、kira☆kira）
- 校則を守れない生徒たち。理不尽な三者面談。 永瀬ゆい（7月20日、ダスッ!）
- 彼女の妹に愛されすぎてこっそり子作り性活 永瀬ゆい（7月25日、本中）
- 姪交換5 ～2人の叔父による調教姪っ子交換記録～永瀬ゆい 美甘りか（7月26日、TMA）
- 故郷の純朴美少女 〜親には内緒の妹近親相姦中出し性交〜 永瀬ゆい（7月26日、I.B.WORKS）
- メジャーデビューを夢見る美少女シンガーソングライターがファンの男と濃厚SEX！？歌っている姿からは想像もできないドエロい舌技でチ○ポを求め、グチュグチュとよだれがタマまで滴る超汁だくフェラチオ！華奢な体が壊れそうな激しいピストンで大量おもらし連発！！アイドルよりもカワイイお顔に大量顔射＆中出しフィニッシュ！！（7月28日、プレステージプレミアム）
- 【初撮り】【アイドルフェイス】【ミニマムギャル】令和ギャルの神もち肌！アイドル級のむちゃモテ素人美少女♪ ネットでAV応募→AV体験撮影 1027（7月28日、シロウトTV）
- はじめて大好きな彼女が出来たので四六時中ハメまくりのイチャイチャ同棲生活をする事にした 永瀬ゆい（8月1日、ムーディーズ）
- 「やばい！妹に中出し！？」全く気にせず露わな姿で家中をウロつく妹のピッチピチなカラダを見ているとつい興奮してしまい…2（8月2日、プレステージ）
- オフパコOK裏垢女子●生 vol.01 SNSで見つけたビッチ系18才（ゆいちゃん） 永瀬ゆい（8月9日、＃オフパコSNS）
- ゆゆす。（8月9日、しろうとまんまん）
- 日曜日の朝 寝起きの彼女が可愛くて起きぬけに一発（8月9日、ヒメゴト）
- 声殺し拘束中出しレ×プ 「こんな姿見られたら人生終わりだな」と脅迫して自由を奪いサイレント鬼イカせ 永瀬ゆい（8月10日、ムーディーズ）
- ザ・マジックミラー 顔出し！女子○校生限定 インタビュー中の素人娘にいきなりデカチン即ハメ！はじめましてで巨根をねじこまれ戸惑う間もなくうぶオマ○コの感度は急上昇！激ピストンで制服着たまま本気イキ！！ in池袋（8月17日、ディープス）
- 【動画配信限定特典映像付】「私のこと遊びじゃないならゴムなしで入れて…」教え子に中出し妊娠を迫られる不倫で狂った愛の日常<第3章> 永瀬ゆい（8月22日、ひよこ）
- 葛飾共同区営団地 日焼け美少女わいせつ映像4（8月23日、I.B.WORKS）
- 盆休み実家に帰省した叔父が犯し尽くす姪っ子脅迫レ●プ（8月23日、TMA）
- 【個撮】外神田のJ○アイドルゆいち（神対応）がオレ（先生）のタダマンになったからこの前撮ったやばめオフパコをお前らに見せてやるよwww（8月23日、プレステージ）
- AV男優の性技に耐えたら賞金30万円！ カワイイ女子大生たちが必死にイキ耐える 凄テク我慢ゲームに挑戦！イッたら巨漢男が即・種付けプレス！！ Vol.2（8月24日、ナンパJAPAN）
- エッチに興味深々〔ママ〕の成長期の従妹に両親が不在の3日間に限界中出ししまくった思い出。 永瀬ゆい（8月25日、本中）
- 近親寝取られ伯父相姦。娘を豹変させたモラルの無い巨根。 永瀬ゆい（8月25日、ダスッ!）
- 男汁ぶっかけ痴●バス 絶倫チ○ポ集団に狙われザーメン凌●中出し輪●レ×プ 永瀬ゆい（8月31日、ワンズファクトリー）
- 母の再婚相手に妹が犯●れているのを見てクズ勃起。 永瀬ゆい（8月31日、ムーディーズ）
- 人生に1度だけあるモテ期がきたので片っ端から告って4人のツンデレ彼女達とハーレム同棲生活をした記録。（8月31日、ムーディーズ）
- ゆゆす。 2（9月6日、しろうとまんまん）
- 【配信専用】絶対主観で美少女から超気持ちイイねっとりレロレロ乳首舐めされつつ、ヌルヌルゴッシゴシ手コキされ精子が枯渇寸前！ 5（9月6日、プレステージ）
- 逆3Pハーレム中出し 幼なじみの双子姉妹が両親の不在中に僕に全力アタックを仕掛けてきたあの日。（9月13日、ムーディーズ）
- 「もうイッてるから…」童貞の僕をからかい挑発パンチラしてくるJ○妹をガムシャラピストンでイカせまくり！VOL.2（9月20日、プレステージ）
- あの日、大学の飲み会が中出し輪姦サークルに変わった。 永瀬ゆい（9月25日、本中）
- 両親の居ない日、僕は妹と精子が枯れるまで1日中ヤリまくった。永瀬ゆい（9月27日、TMA）
- 連れ子姉妹 永瀬ゆい・冬愛ことね（9月27日、I.B.WORKS）
- 【激イキ狂乱ハメ潮！応募しろうと】8月3日17:00 新宿某高級ホテルのスイートルーム、箱入り娘の複数姦ぶっかけ超早漏潮吹き動画【うぶぺでぃあ05/ゆい】（9月28日、Jackson）
- 闇のステージ アイドル輪●ショー 永瀬ゆい（10月3日、アタッカーズ）
- 唯（10月3日、素人ホイホイZ）
- 【配信専用】エチエチすぎる舌技レロレロベロチュー手コキで射精待った無し！2（10月4日、プレステージ）
- ナチュラルハイ20周年記念作品 ハロウィン痴● 中出しスペシャル（10月10日、ナチュラルハイ）
- 超絶テクで膣内でも口内でもドバドバ男潮吹きさせる無限スプラッシュ性交 永瀬ゆい（10月13日、アリスJAPAN）
- 軟体スーパースレンダー美少女 永瀬ゆい（10月15日、ケー・トライブ）
- ぬるぬるローション競泳水着 永瀬ゆい（10月18日、クリスタル映像）
- 私をビッチに調教したのはイケメン彼氏でなく近所のデブメン巨根でした。 永瀬ゆい（10月19日、ダスッ!）
- 文系女子がこっそり即ズボ誘惑囁き時短中出し 永瀬ゆい（10月19日、本中）
- 乳首責め専門デリヘル嬢に騎乗位で生中出し ゆいさん（19）（10月24日、Mr.michiru）
- ツンデレ妹のお兄ちゃんラブラブパンチラ 僕の好きなタイプに成長した妹が、「お兄ちゃんとエッチしたいんだもん！」と逆ギレ誘惑！チ○ポをキツキツマ○コに入れたら、にゃんにゃんにゃんと甘えだす。 永瀬ゆい（10月24日、SWITCH）
- J○ビジネスの中出し（ゼロ距離）裏オプション 永瀬ゆい（10月24日、Mr.michiru）
- ママに内緒でパパを寝取る娘の家庭内NTR近親相姦記録映像 永瀬ゆい（10月25日、TMA）
- 微乳メイド種付けプレス 病弱な姉を養父のイジメから守るため私はメイドになりました。 永瀬ゆい（10月26日、ムーディーズ）
- 完ナマSTYLE@ゆい ＃Aカップ ＃ミニマム女子 ＃生お断り ＃押しに弱い ＃性感帯=膣奥 ＃生輪姦 永瀬ゆい（10月27日、First Star）
- 奇跡のビジュアル地方出身タレント 衝撃の出演！！ 酒井日奈子（10月29日、マーレーインターナショナル）
- 起業パーティー中出しNTR 永瀬ゆい（11月2日、マドンナ）
- 円女交際 中出しoK18歳Aカップロリ娘 永瀬ゆい（11月3日、パコパコ団とゆかいな仲間たち/妄想族）
- YUI（11月5日、俺の素人）
- 完全主観 妹系メイド出張デリヘル パイパン中出しオプション付き（11月8日、ケイ・エム・プロデュース）
- 街角シロウトナンパ！ vol.67女子大生をガチ口説き。9（11月8日、プレステージ）
- 絶対的小悪魔主義〜絶倫チ●ポを弄ばれ続ける新しい義兄妹のかたち〜 永瀬ゆい（11月10日、バルタン）
- 立場逆転！僕をイジメていたアイツが今度はイジメのターゲットに… ある日イジメっ子たちに倉庫へ閉じ込められまさかの2人きり！！僕は怒りと性欲が爆発してネチネチと復讐レ×プしてやった。 永瀬ゆい（11月13日、ムーディーズ）
- 私、実は夫の上司に犯●れ続けてます… 永瀬ゆい（11月13日、溜池ゴロー）
- ゆい（11月13日、無垢）
- 北関東のド田舎で義父と暮らす超貧乳少女ゆいチャンの自宅にて。※生活保護受けてます。（11月15日、キチックス/妄想族）
- 一般男女ドキュメントAV 同じ家で暮らす女子○校生の生意気な姪っ子に仕返し（卑劣） 利尿剤による強制お漏らしで失禁イキの快楽を覚えこませた恥辱〈おしっこまみれ〉の一週間（11月15日、ディープス）
- 外神田の本物アイドル初共演！レズキス初挑戦！禁断の超密着サンドイッチ逆3P 夢のラッキースケベ5シチュエーション！（11月17日、kawaii*）
- 【ハロウィン 2019 in 渋谷】童顔プリケツ美少女バニー降臨！！エロ尻を見せつけて腰を激振りハッピーハロウィン♪バッシャバシャと大量ハメ潮が止まらない！！彼氏にナイショの渋ハロパーティーいざ開幕♪（11月19日、プレステージプレミアム）
- 【配信専用】射精が止まらない！超気持ちイイ美少女手コキ！ 8 10人の美少女に手コキされまくる200分！（11月21日、DOC）
- 絶対にバレてはいけない秘密の関係。自分を好きすぎるけなげなひよこビッチにところかまわず誘惑されて…〜奥さん居てもおかまいなし！家に潜んだひよこ女子編〜（11月21日、ひよこ）
- 父親に犯●れ続ける娘の近親相姦映像 永瀬ゆい（11月22日、I.B.WORKS）
- ツインテールミニスカニーハイ連続絶頂美少女中出し性交（11月22日、TMA）
- ゆい（11月22日、ときわ映像）
- 父が出かけて2秒でセックスする母と息子 永瀬ゆい（11月24日、VENUS）
- アナル舐め舐めロリ痴女ヘブン 永瀬ゆい 渚みつき（11月25日、痴女ヘブン）
- 睨まれても嫌がられても俺は平然と孕ませて犯ル 永瀬ゆい（11月25日、本中）
- 【配信専用】イキたいの？まだダメっ！！寸止め焦らしオイル手コキ（11月28日、DOC）
- 純潔ロリィタと性交 永瀬ゆい（11月29日、ドリームチケット）
- おねだりバックピストン2 パンチラ挑発で勃起を誘うヤリたがり制服美少女 永瀬ゆい（12月1日、ムーディーズ）
- ゆいっち（12月6日、港区女子）
- 隣人の情婦になってしまった妻20 犯し侵されし若妻 永瀬ゆい（12月7日、JET映像）
- 毎朝見かけるニーハイ太ももパンチラ女子○生が可愛くてチ○ポ硬くしてたら、「おにいさんのスケベ。」とほっぺを膨らませて怒り顔。でもすぐにウルウルした目で僕を見つめてくる、ツンフワ小悪魔だった。10 永瀬ゆい（12月12日、SWITCH）
- 駅弁中出しJ○痴●3（12月12日、ナチュラルハイ）
- 個撮性交01 制服少女とオジサン おじさん大好きな美少女がプライベートイチャラブSEX 永瀬ゆい（12月13日、無垢）
- ゆい 2nd（12月13日、無垢）
- 唾液を絡ませ自ら腰を振る。素顔丸出し一泊旅行。「美女穴交換、年の差挿り淫れスワッピング」 柊るい 永瀬ゆい（12月19日、ダスッ!）
- 中出しOKアイドル女学生 ゆいぽんとおじちゃんの種付け調教記録 永瀬ゆい（12月20日、AVS collector’s）
- 絶対領域 挑発美少女ハーレム学園3 すべすべな太ももに挟まれ身動きできず何度も射精させられる！（12月22日、ムーディーズ）
- ゆい（12月24日、Tokyo247）
- 美少女中出し島 10周年大感謝祭スペシャル！！超ハイテンション中出し大乱交（12月25日、本中）
- 永瀬ゆい 教え子と子作り新婚生活（12月26日、アイエナジー）
- 嫁が電話するたび女子○生の生意気な連れ子に何度も中出しして躾けています。2（12月26日、ナチュラルハイ）
- 一人暮らしの兄の部屋に通う妹の中出し近親隠し撮り映像（12月27日、TMA）
- 生徒会長の座を狙うヤリマン女子校生の中出し肉弾選挙戦！！（12月27日、ケイ・エム・プロデュース）
- ボクの家はクラスの女子たちの溜まり場でパンチラ天国！！親が仕事でいないことが多いボクの家は、いつしかヒマを持て余した同級生女子たちの…（12月28日、Hunter）

- 裏切りの卒業旅行 永瀬ゆい（1月2日、グローリークエスト）
- 密室で乳首をいじられ失禁イキ発情SEX エロ整体で何度も絶頂する敏感少女（1月9日、ナチュラルハイ）
- 欲求不満な団地妻と孕ませオヤジの汗だく濃厚中出し不倫 永瀬ゆい（1月11日、溜池ゴロー）
- 制服びしょ濡れ雨宿り 濡れ透け姉と友達の10人に襲われて中出ししまくった大雨の放課後（1月11日、ムーディーズ）
- 家出中にオヤジに連れ込まれた私は解放されるまでの24時間でイキまくり体質に強●開発され汗だくで犯●れた 永瀬ゆい（1月13日、ムーディーズ）
- 貧乳ミニマム妹中出し 永瀬ゆい（1月14日、ケー・トライブ）
- クリオナ中毒の姪っ娘に中イキと中出しの良さを教え込んであげた 永瀬ゆい（1月16日、エムズビデオグループ）
- 120％リアルガチ軟派伝説 vol.80 優良ナンパ地・水戸から上野へ常磐線をセックス旅！祝◆全員中出し！！！（1月17日、プレステージ）
- 両親が帰省でいない二日間、妹に欲望剥き出しでハメまくった中出し記録。 永瀬ゆい（1月19日、ダスッ!）
- 艶めかしきランジェリー姿で濃密なフェラチオ（1月20日、SEX Agent/妄想族）
- 密着ベロキス〜舌と体を絡め合う至極の激情型愛撫〜（1月20日、SEX Agent/妄想族）
- 召喚アプリで生意気な生徒会長にロ●サキュバスを憑依させいいなりにするオカルト教師わいせつ指導 永瀬ゆい（1月24日、TMA）
- 永瀬ゆいSPECIAL BEST4時間（1月24日、TMA）
- 生意気な娘に抵抗され睨まれ罵倒されながら無理やり近親相姦する義父（1月24日、TMA）
- 媚薬を飲まされて、微熱になっちゃった妹 ゆいちゃん（1月27日、SODクリエイト）
- 10代うぶ美少女ガチナンパ！うすーいラップ一枚挟んで童貞君と素股体験してみませんか？すぐに破れて生ち●ぽがズボッ！「Hはダメっ！」と戸惑う一回り年下の娘にそのまま中出ししちゃいました！青春真っ盛りの瑞々しい美少女のみ6名5時間スペシャル（1月31日、赤面女子）
- 早漏でセックス下手な俺が【あべこべ薬】を手に入れていかにしてナマイキ制服女子をイカせまくる追撃ピストンおじさんになったのかお教えしよう 永瀬ゆい（2月1日、ムーディーズ）
- アオハル崩壊！恋人なりかわりFUCK II 永瀬ゆい（2月6日、クリスタル映像）
- タラレバ後悔NTR 教え子の告白をヤセ我慢して断ったら変態オヤジ用務員と付き合い始めた 永瀬ゆい（2月13日、ムーディーズ）
- 姦姦怨姦 逆怨みでレ●プされる無関係な妻と娘 篠田ゆう 永瀬ゆい（2月14日、ケイ・エム・プロデュース）
- リピーター続出！！美少女制服イメクラ中出し本番サービス（2月14日、ケイ・エム・プロデュース）
- 固くて無機質な突起部分に恋した熱中角オナニー（2月14日、ヒメゴト）
- 私たち姉妹は洗脳され、義父の性玩具になりました… 2（2月14日、V＆R PRODUCE）
- 鬼カワギャルに媚薬を飲ませバリカタチ○ポでアヘイキ狂いのはいぱー脳みそバグ子になりましたwww 永瀬ゆい（2月16日、チキチキカマー/妄想族）
- 義父大嫌い制服ギャル娘に桃尻ペンペンッ！お仕置きスパンキング追撃ピストンバック中出し 永瀬ゆい（2月19日、kira☆kira）
- 寝ている女子校生の妹にイタズラしていたら逆に生ハメを求められて、もう発射しそうなのにカニばさみでロックされて逃げられずそのまま中出し！4（2月20日、アイエナジー）
- おれのことを気持ち悪がる生意気な妹の顔に汗、涎、中出し精子をぶっかける復讐マングリプレス 永瀬ゆい（2月22日、本中）
- 永瀬ゆいぜ～んぶ中出し8時間BEST（2月22日、本中）
- 声出したら中出し！美少女孕ませきもだめし林間学校（2月22日、本中）
- 拘束イラマ〜身動きが取れない美女たちへ容赦無しの喉じゃくり口淫〜（2月23日、SEX Agent/妄想族）
- 舌が性器のように感じる。彼氏の父親から受けた濃厚な接吻。 接吻NTR 永瀬ゆい（2月25日、ダスッ!）
- 街角シロウトナンパ！ vol.79 ハロウィンナンパ 2019（2月28日、プレステージ）
- 「ねぇ…見てたでしょ？」 絶対に手を出してはイケない上司の娘にちっぱいポロリ誘惑される事案が発生してる件 永瀬ゆい（2月29日、ムーディーズ）
- MOODYZFreshから産声をあげた天使永瀬ゆい8時間BEST（2月29日、ムーディーズ）
- 成長していく姪っ子にいいなりペット扱いされて痴女られる日常。 永瀬ゆい（3月1日、ワンズファクトリー）
- 挑発！ナマイキ娘のパンチラ足コキ（3月5日、グローリークエスト）
- めい（3月9日、マジックミラー号ハードボイルド）
- 杭打ちピストン騎乗位で白く泡立った愛液まみれチ○ポをフェラしては再びマ○コに迎え入れるPtoMセックス 永瀬ゆい（3月9日、アリスJAPAN）
- マジックミラー号旬菜レッスンスタジオ付近でナンパ！偶然の軟体美少女に大興奮大陰唇が擦り切れるほど密着したデカチンピストンで子宮突き上げアクメ哭き（3月12日、サディスティックヴィレッジ）
- 布団内NTR ボクの隣の布団で妹が後輩にイチャラブ中出しされた日 永瀬ゆい（3月13日、ムーディーズ）
- 飯場の性処理女子学生 永瀬ゆい（3月13日、オーロラプロジェクト・アネックス）
- 「もうケンカやめなさい！」近親相姦愛を育む兄妹が喧嘩を装い親に隠れて喘ぎ声を押し殺しながら超危険な中出しSEX！2（3月13日、V＆R PRODUCE）
- 新しく出来た義理の妹は、あまり男慣れしていなくてウブで超かわいい！ ある時リビングでうたた寝をしているボクを起こそうとボクの体をくすぐっ…（3月14日、Hunter）
- 監禁 男の性奴○になった私 永瀬ゆい（3月15日、ドグマ）
- 痴●師に挿れられたバイブで腰が抜けても無理やり立たされガニ股で感じまくるニーハイ女子○生（3月16日、ナチュラルハイ）
- 初撮り中出しお嬢様【美少女×制服×初めての調教】 可愛い顔とスケベな身体をしたお嬢様達を大量濃厚な精子でドロッドロに汚しまくる245分！！（3月20日、プレステージ）
- 親友が目を離した10分の隙に、親友のオヤジとこっそり時短中出しでパパ活不倫を始めたダメなワタシ… 永瀬ゆい（3月21日、本中）
- 従妹とコンドームも着けずにした欲望剥き出しの生娘性交記録 両親がいない実家で一週間、夢みたいな2人だけの気持ちいい秘密の思い出 永瀬ゆい（3月22日、AVS collector’s）
- 犯りっぱでバイバイ 永瀬ゆい 柊るい あおいれな（3月22日、ホームルーム/妄想族）
- 媚薬を飲まされて、微熱になっちゃった妹（3月24日、SODクリエイト）
- プチ小悪魔で甘え上手な妹と中出しワンルーム性活 永瀬ゆい（3月25日、マックス・エー）
- ゆみ（3月25日、素人おかしや）
- アイドルのオーディションとダマされたお嬢様学校の生徒！上京田舎女子○生制服切り裂きレ●プ！2（3月26日、サディスティックヴィレッジ）
- 禁断の中出し不貞行為-夫よりも大好きな相手と激しく求め合った幸せな日々- 永瀬ゆい（3月27日、人妻花園劇場）
- 精子が美容にいいと言う話を信じた妹がお姉ちゃんに中出しされた精子でもいいからちょうだいとおねだりして中出しされたザーメンをごっくん 永瀬ゆい あおいれな（3月28日、ムーディーズ）
- 制服女子○校生限定！学校対抗中出し野球拳！2 勝てば100万円！負ければいきなりデカチン即ハメ！素人女子○校生のうぶオマ○コに同級生男子の目の前で何度イってもやめない追撃ピストンで抜かずの連続中出し！4人合計16発（4月4日、ディープス）
- 服従のメイド孕ませ輪● 由緒ある旧家を乗っ取り中出し地獄 永瀬ゆい（4月7日、プレミアム）
- 夫に言えない、絶倫爺に連続中出しされる25時 永瀬ゆい（4月7日、アタッカーズ）
- ●っ払い叔父さんに無理矢理された糸引きベロチューにハマってしまった姪っ子（4月9日、ナチュラルハイ）
- 女子●生媚薬拘束潮吹きイカセ 永瀬ゆい（4月10日、ケイ・エム・プロデュース）
- 顔に似合わずお下品に股を開く援助女子●生に生中出し！2（4月10日、ケイ・エム・プロデュース）
- 幻覚！妄想？いままでメスとみなしていなかった妹に突然猫耳が生えて…二次元好きの僕はドストライクすぎて痛いほど超勃起しちゃった！（4月10日、Z-MEN）
- ヒロイン白目ドミネーション 永瀬ゆい（4月10日、GIGA）
- 神待ち少女孕ませプレス 家に泊めてくれる大嫌いなオヤジからねっちょり追撃ピストン気持ち良すぎだけど悔しいからイってるのを隠し続けた3日間。 永瀬ゆい（4月19日、本中）
- 出会い系援○ 売○の恐怖 永瀬ゆい（4月24日、レアル・ワークス）
- ネコぱこ 冬愛ことね＆永瀬ゆい（4月24日、TMA）
- 泡姫桃源郷 生中出し出来るロリカワご奉仕ソープ嬢 永瀬ゆい（4月25日、マックス・エー）
- J○アイドル撮影会で突然の尿意！おしっこ我慢中に即ハメ媚薬ピストンされ続けて大失禁 永瀬ゆい（4月25日、ムーディーズ）
- 今日これから…君の乳首、犯しにイクね 永瀬ゆい（4月25日、ドリームチケット）
- だめ、先生 怖いよ… 汚された無垢 消失した純白 永瀬ゆい（5月7日、アタッカーズ）
- あの日からずっと…。 緊縛調教中出しされる制服美少女 永瀬ゆい（5月9日、無垢）
- 唾液ダラダラ接吻痴● 「ベロフェラって興奮しない？」小柄ロリ娘（5月11日、ナチュラルハイ）
- ゆい（5月14日、％OFF）
- ガチ天使！！3 看護師になった友人の妹に怪我の処置をしてもらっていたら不覚にもチ○ポが反応してしまい…（5月15日、Z-MEN）
- 角オナニー 擦り付けたら止まらない2 12人（5月17日、かぐや姫Pt/妄想族）
- 両親を亡くした僕と妹は遠い親戚に引き取られたのですが、2人分の学費まで払ってくれるおじさん一家には本当に感謝してもしきれません 永瀬ゆい（5月19日、かぐや姫Pt/妄想族）
- ゆい（5月20日、％OFF）
- 前から後ろから密着する挟み撃ち痴●で強精射精させるW痴女子○生（5月21日、ナチュラルハイ）
- パパの中出し性教育 永瀬ゆい（6月9日、ケー・トライブ）
- ロリロリのミニマム美少女たちとのイキまくり5本番ミックス（6月12日、バルタン）
- 【ソクヌキ】ミニ系ちっぱいの女の子のマ○コが気持ち良過ぎて、潮吹きが止まらなくなった男！逆潮吹き責め、手コキと騎乗位腰振りでチ○ポを締め上げる。ドバドバと噴き出す潮、この女の子のテクとマ○コはヤバすぎる！ 永瀬ゆい（6月12日、アリスJAPAN）
- クレーム処理のため自らマネキンになった女子社員〜麗しのマネキン夫人外伝〜  永瀬ゆい（6月15日、VENUS）
- 「初レズの目覚め」兄よりも気持ち良かった。兄の彼女とのレズセックス。 ゆい みつき（6月20日、ダスッ!）
- 完全主観 リアルチ○ポシコり罵倒（6月22日、アキノリ）
- 入学準備で学校指定販売店にやってきた胸の膨らみはじめの無知な女の子に盗撮イタズラ（6月25日、アキノリ）
- 触らなくても本当に濡れてるでしょ 永瀬ゆい（6月28日、S-Cute）
- 「友達の前でこんなエッチな姿するの恥ずかしい…、でも…」ヤリマン女子が連れてきたウブ制服女子が初めての乱交で乱れまくり！（7月4日、Hunter）
- どこでもフェラさせられちゃう素人娘たち5 13人（7月5日、かぐや姫Pt/妄想族）
- 小柄なアイドル顔の女の子を犯りまくる 永瀬ゆい（7月7日、ケー・トライブ）
- Ma○ko Device BondageXV 鉄拘束マ○コ拷問 永瀬ゆい（7月9日、グローリークエスト）
- 密室で乳首をいじられ失禁イキしながら発情する女子○生4 〜図書館、女子トイレ、整体店、オフィス〜（7月9日、ナチュラルハイ）
- セクハラママさんバレー！ハイレグブルマ姿の人妻9人が挑む過酷なエロトレーニング（7月17日、ミセスの素顔/エマニエル）
- どこでもおしっこ！素人娘の大放尿40人 スロー再生でじっくり鑑賞できるマニア向け映像3（7月17日、かぐや姫Pt/妄想族）
- 股間の膨らみが異様に目立つ。隣部屋の黒人。 永瀬ゆい（7月19日、ダスッ!）
- 家族（妻と娘）が家を空けた2日間、エッチに興味を持ち出した姪っ子2人とハメまくった記録 永瀬ゆい 花音うらら（7月19日、kawaii*）
- Yui トキメキミニトリップ/永瀬ゆい（8月6日、REbecca）
- ゆい(20) S-Cute 素直な言葉でナチュラルセックス（8月7日、S-CUTE）
- お父さんと温泉にきた少女と2人きり！ 無警戒なチビッ子に勃起チ○ポを見せつけたらシャブられまくった（8月13日、DANDY）
- 美女の足裏をふやけるまで舐めたい！ 永瀬ゆい（8月13日、レイディックス）
- 濡れてテカってピッタリ密着 神スク水 永瀬ゆい 可愛い女子のスクール水着姿をじっとりと堪能！着替え盗撮から始まり貧乳から巨乳にパイパン、ハミ毛、ジョリワキ等のフェチ接写やローションソーププレイやスク水ぶっかけに生中出し等を完全着衣で楽しむAV（8月13日、親父の個撮）
- 夜行バスで声も出せずイカされた隙に生ハメされた女はスローピストンの痺れる快感に理性を失い中出しも拒めない 女子○生限定5（8月13日、ナチュラルハイ）
- 入院患者の美少女に媚薬と睡眠薬を同時に飲ませた！眠る小娘を悪徳医者がイタズラ拘束固定バイブ！覚醒した発育途中のカラダはオトナチ○ポに激ピストンされ膝をガクガクさせながら何度もイキ乱れた！（8月14日、V＆R PRODUCE）
- 親に隠れてこっそり兄妹近親相姦！親の前ではわざと兄妹ゲンカ。しかし実は兄妹以上の関係で、兄と妹は二人きりになるとラブラブセックスを始める！（8月15日、Hunter）
- SM嫌いな私が全身拘束快楽責めでイカされまくってみた結果。 永瀬ゆい（8月16日、ドグマ）
- 本中10周年記念作品！！美少女中出し島完全版おもてもうらも全部見せちゃいます！240分SPECIAL（8月22日、本中）
- 彼女の妹（清楚系J○）の家庭教師をするが…実は絶倫ビッチで、彼女の目を盗んではコッソリ犯●れまくったサイレント逆NTR 永瀬ゆい（8月25日、h.m.p DORAMA）
- あなたよりエッチな知り合いを紹介してください！3スケベな子の友達はヤリマンのハズ！誰が見ても何度ヤってもエロい‘すべらない女子’をハメ倒す！（8月28日、ホットエンターテイメント）
- 服従のW美少女 再婚し幸せな母の知らない所で絶倫オヤジ（義父）に犯●れ続けている私たち 渚みつき 永瀬ゆい（8月29日、ムーディーズ）
- 神聖アイドルSOAP なまハメなか出しなまLIVE！単推しガチ恋170分フルコース 永瀬ゆい（9月4日、桃太郎映像出版）
- 輪●懇願変態ロリ娘（9月5日、Hunter）
- キモオヤジを監禁罵倒責め調教 永瀬ゆい（9月6日、犬/妄想族）
- おま●この形状まるわかり！薄いパンツの上からマン汁ぬるぬる透けオナニー4（9月6日、かぐや姫Pt/妄想族）
- pudding～素直になれないわたしが意地悪な従兄弟とイッたら負け対決をしてみてしまった夏休みの一泊二日ー～ 永瀬ゆい（9月18日、ドグマ）
- こんな野外で？！顔射後も止めない突然の笑顔しゃぶりで連続2回おねだり女子○生6 総勢30人60発射総集編付き 豪華版（9月24日、ナチュラルハイ）
- 唾液ダラダラ接吻痴●4 オヤジを虜にするほど密着して舐めまくる痴女子○生（9月24日、ナチュラルハイ）
- ママに内緒でパパを寝取る娘たちの家庭内NTR近親相姦記録映像集 4時間（9月25日、TMA）
- 近親素股プレイでハプニング！！妹とセックスの練習中に間違ってヌルンと挿入！！2（10月9日、LEO）
- マジ軟派、初撮。 1543 竹下通りでじゃ●りこブチまけたらめちゃカワ女子ゲット！人懐っこくてSEX大好き！お菓子をあげただけなのに軽いノリで体を許しちゃうイマドキガール！代わりに激せまマ○コをいただきます！（10月20日、ナンパTV）
- 強勢起立ガニ股痴● 〜腰が抜けても立ちっぱなしで何度もイカされ漏らしまくる美脚娘〜（10月22日、ナチュラルハイ）
- 【琉球育ちのハメ潮ダンサー】華奢なカラダが宙に舞う駅弁！オマ○コ崩壊！抑えがきかないダダ漏れハメ潮ぶーしゃかループでびっちゃびちゃ♪デカチン連続高速ピストンちっぱい絶叫！湿ったオマ○コの影響で記録的短時間大量失禁！…（10月23日、FALENO）
- 舐めキス誘惑レズビアン プライベートに誘い込む濃厚性交 久留木玲 永瀬ゆい（11月6日、ビビアン）
- 完ナマSTYLE@中田氏個撮円光5人J●240分 ＃S級美少女かのん ＃汗だくドM娘みりな ＃スレンダー黒パンストれむ ＃Aカップまん汁娘ゆい ＃ミニマムハスキーボイスかのん（11月12日、First Star）
- ミニ系ちっぱい娘がピストンで汁まみれのチ○ポを舐めまくる！突かれたチ○ポ抜いてパクリ、騎乗位で腰振って抜いたチ○ポをパクリ。いやらしい味する汁付きチ○ポをキレイに舐め取る。汗まみれ汁まみれでバックからピストン。濃厚ザーメンたっぷり中出し！ 永瀬ゆい（11月13日、アリスJAPAN）
- STRAWBERRY PUSSY NAGASE YUI（11月13日、バルタン）
- 奇跡の紙回！！神越え美少女GAL店員とデートに成功！！カレと別れた直後の傷心美少女の人生最大の決断…とほ！？SEX相性チェック制の導入！！その制度に甘えて生チン挿入！！エロコスに着替えて悶える天元突破級の可愛さに俺ボッキち○こが天も生マンも突き尽くす！！/拝啓、美人店員さま/四通目（11月14日、プレステージプレミアム）
- 【妄想主観】いいなり美少女秘密性交倶楽部 永瀬ゆい（11月19日、エロタイム）
- 【配信専用】【妄想主観】大好きな彼女とお泊まりした朝のスッピンSEX 永瀬ゆい（11月20日、プレステージ）
- YUI（11月20日、俺の素人）
- Wパイパン潮吹きおもらし大絶頂スペシャル 松本いちか 永瀬ゆい（11月22日、kawaii*）
- 身動きできない状態で無理やり射精された僕（11月22日、痴女ヘブン）
- ヘアーヌード〜無●正・ミニマムキュート美少女・元アイドル〜パンティー付/永瀬ゆい（11月26日、スパークビジョン）
- 永瀬ゆいの凄テクを我慢できれば生★中出しSEX！（11月28日、ワンズファクトリー）
- 担任教師の僕は生徒の誘惑に負けて放課後ラブホで何度も、何度も、中出ししてしまった... 松本いちか 永瀬ゆい（11月28日、ムーディーズ）
- ゆい（12月5日、れいわしろうと）
- ひたすら下から目線 銀河級美少女ご奉仕倶楽部 永瀬ゆい（12月11日、ケイ・エム・プロデュース）
- 美脚ルーズソックスGAL制服美少女 Vol.001（12月11日、BAZOOKA）
- 【妄想主観】セーラー服を着た美少女となまなかだし性交。Yui 01 永瀬ゆい（12月18日、エロタイム）
- ぎゃる『メンズなんてマジ kiss 乳首舐めイラマ生ハメしたあと、美味い手料理作って上司の 愚痴聞いて飲み代＆ギャンブル代あげてればオケ w』（12月18日、バビロン/妄想族）
- 自然教室日焼け美少女わいせつ映像（12月22日、I.B.WORKS）
- ゆいさん 2（12月25日、俺の素人）
- Yui（12月25日、俺の素人）
- 家庭内強●乱交〜義父に支配された私たち〜（12月31日、Hunter）

- 【完全主観】可愛すぎる僕の彼女と激甘ホテルお泊まりSEX 永瀬ゆい（1月1日、プレステージ）
- えっ！！友達のカノジョが僕の布団の中に潜り込んできたっ？！「ねえ、しよっか？布団の中だったらバレないからしてもいいよ◆」3（1月2日、LEO）
- 彼氏がいないのにコンドームを携帯している女は簡単にヤレるんじゃないのか？説（1月2日、むちゃぶりTV）
- イクイク早漏敏感妹と排卵日子作り物語 永瀬ゆい ACT.012（1月15日、ケイ・エム・プロデュース）
- セーラー服美少女と完全主観従順性交 Vol.001（1月15日、BAZOOKA）
- 『おじさん、そんなところ触ったらくすぐったいよ…』胸が膨らみかけた発育途中の姪っ子の胸を寝ている後ろから鷲掴み！したら嫌がるどころか感じ…（1月16日、Hunter）
- NAGASE（1月22日、俺の素人）
- ゆいちゃん 3（1月22日、俺の素人）
- ひとりじめ 朝日しずく 永瀬ゆい（1月23日、ダスッ!）
- 【配信専用】【妄想再現ドラマ】私は冴えないオジサンが大好き 永瀬ゆい（1月29日、プレステージ）
- プールナンパ】マブい生意気ヤンキーギャルがMっ気子猫ちゃん豹変！！惚れたチ●ポに尽くす献身的フェラ…。ミニマムボディに突き刺さる巨チンで膣奥Gスポット狙い撃ち！！！（1月30日、まんまんランド）
- 拝啓、美人店員さま。01（2月5日、プレステージ）
- 全裸尿道責め（2月7日、犬/妄想族）
- ひとり女子旅ナンパ 上京ちゃんが毎度おさわがせします Episode2 feat.FALENOTUBE（2月11日、FALENO）
- 喪服未亡人と濃厚性交。Vol.002（2月12日、ケイ・エム・プロデュース）
- 生中出しアイドル枕営業 Vol.014（2月12日、ケイ・エム・プロデュース）
- 終電を逃した酔っ払った同僚とホテルで相部屋に…あまりの無防備な姿に我慢出来なくなって…Vol.006（2月12日、S級素人）
- 今からこの一家全員レ●プします 目●区自●が丘（2月12日、ケイ・エム・プロデュース）
- 永瀬ゆいBEST（2月12日、溜池ゴロー）
- 何でもしたげるギャル3人（2月12日、MERCURY（マーキュリー））
- 女のイキツボ直撃レズエステ 乳首いじりとこねくり責めで拒絶しながらも絶頂をくり返す未開発のカラダ（2月25日、ナチュラルハイ）
- フォクシーホール プラス 永瀬ゆい FOXY HOLE Plus ［ローション付属］（2月28日、株式会社トップ・マーシャル）
- 40歳冴えないED中年の僕がひと回り以上年の離れた女子●生に突然好かれてしまい愛の告白SEXができたお話。永瀬ゆい（3月5日、プレステージ）
- 新 生中出しアオハル制服女子●生バイト Vol.005（3月12日、S級素人）
- 働く女子社員はとにかく絞められたい。Vol.002（3月12日、ケイ・エム・プロデュース）
- 極細スレンダーロリ娘・ほぼ『処女』ふたばちゃん18才♪小6で成長止まった華奢でガリガリ胴体に鬼ピストン☆極太ちんぽをギチギチ締め付け肋骨浮き出るのけ反りアクメ！等身大オナホに堕ちるハメ撮りSEX☆（3月14日、いんすた）
- 男の欲望にされるがまま●学生中出しゆい（3月19日、姦乱者/妄想族）
- 【妄想主観】麗しの美人OLと濃密性交 Yui（3月19日、エロタイム）
- W地雷系女子 僕のコトが大好き過ぎるあおいとゆいのメンヘラ淫語で奪い合い中出しされ続ける日々 永瀬ゆい 枢木あおい（3月21日、痴女ヘブン）
- 変態Mパパを濃厚メスイキさせる天然小悪魔なパパ活痴女 永瀬ゆい（3月22日、MEGAMI）
- 処女のキモチ/永瀬ゆい（3月26日、スパイスビジュアル）
- 美少女を狙った黒人トイレこじ開け強●（3月26日、I.B.WORKS）
- ロ●専科 鬼畜義父に犯●れる 地獄の温泉旅行 生意気娘ゆい 永瀬ゆい（4月5日、グレイズ）
- 義理の姉妹と夢の同居生活！父の再婚相手の連れ子姉妹がとんでもない小悪魔で、ミニスカパンチラや着替えを見せつけてきて僕たちが襲いかかるの待ってるんだ。（4月8日、SWITCH）
- ヒロインレズドミネーション 銀河戦士ディアーナ（4月9日、GIGA）
- M男たちの射精寸前煩悩チ○ポを焦らし寸止めされ続ける最高のM性感風俗 永瀬ゆい（4月10日、M男パラダイス）
- 渚みつき＆永瀬ゆい 2人は仲良しダブルBEST（4月17日、ダスッ!）
- 永瀬ゆい 帰ってきた！カリスマAV監督タイガー小堺の『AV女優のお悩みを一刀両断！！勝手にハメ撮り人生相談始めちゃいました！！ Vol.2（5月1日、さんじのおかず）
- 近親強● 妹、息子の嫁、義母、姉、従妹たちを●す近親相姦レ●プ映像（5月5日、グレイズ）
- W囁き回春チャイナエステ 松本いちか 永瀬ゆい（5月7日、ムーディーズ）
- 憧れの同僚と卑猥な完全主観性交 Vol.002（5月8日、BAZOOKA）
- ニートのボク（兄）を軽蔑パンチラ見下し淫語でイジメてくる妹二人。 松本いちか 永瀬ゆい（5月21日、痴女ヘブン）
- MM号特別編 仲良しAV女優2人組が「心を合わせて脱出ゲーム」に挑戦！2 キス/おっぱい揉み/電マ/フェラ/中出しセックスから一つを選んで2人の選択がピッタリ合ったら見事脱出！失敗したら選んでしまったHな罰ゲーム！ 恥じらいつつも最後は2人仲良く中出しセック…（6月4日、ディープス）
- 痛いと気持ちいいで脳汁ダラダラ！！ 噛みつき快感手コキ（6月5日、M男パラダイス）
- 先生を誘惑して弄ぶナマイキ女子○生のパンチラ尻にバックからねじ込む反撃即ハメ！（6月11日、赤面女子）
- ご都合主義ペット完全飼育デリバリー ゆい いちか くるみ（6月12日、レアル・ワークス）
- お前らチ○ポ洗って待っとけよ！ M男クンの自宅にいきなり家凸！ W小悪魔SEXデリバリー！！ 松本いちか 永瀬ゆい（6月25日、ワンズファクトリー）
- 偏愛兄妹 妹に彼氏ができたとき 永瀬ゆい（7月1日、プラネットプラス）
- 貧乳AAA美少女いぢり（7月5日、グレイズ）
- 日替わり妹 ～毎日俺の夢の中に出てくる可愛すぎる妹たち10人～（7月9日、桃太郎映像出版）
- 【エンドレスハメ潮GAL】【追撃中出し生3連発】【可愛いが過ぎるミニマム極嬢】【デカチン巨根好き】【ヤリマンアパレル店員】可愛い！エロい！ハメ潮！中出し！がエンドレスでループするドエロ金髪GAL！！︎破壊的エロと圧倒的可愛さで控えめに言っても100発ヌケる！ギャルすたグラム♯020（7月9日、はめちゃん。）
- ノーカットセレクション 新スーパースター降臨 永瀬ゆい8時間BEST（7月10日、宇宙企画）
- 先生と私 〜放課後レズ、内緒のビアン部活動〜 木下ひまり 永瀬ゆい（7月23日、U＆K）
- デカ尻＆巨乳少女をドM調教するレズビアン美少女 ～私も調教してください。あの子にしているみたいに～ 永瀬ゆい 河合陽菜 若宮穂乃（7月30日、ビビアン）
- 平然を装い見事成功で賞金100万獲得！ オシッコ我慢中に彼氏へのナマ電話「ゼッタイ感じちゃダメッ！」トライ！イタズラ性感checkで足腰ガクブルしちゃう制服女子お漏らしアクメ02（8月6日、はじめ企画）
- 女子●生図鑑 青い制服編（8月13日、赤面女子）
- 担任の先生と私の秘密のラブラブ結婚生活 永瀬ゆい（9月1日、プラネットプラス）
- パンツ越しの素股＆尻コキ 接触部がよく見えるように男子もブリーフ着用！Part.5（9月9日、アロマ企画）
- お尻とお尻の穴をたっぷり見せオナニーサポート（9月16日、アロマ企画）
- 亀頭と金玉を同時にしゃぶられ何度も射精させられた僕 松本いちか 永瀬ゆい（9月17日、ムーディーズ）
- ガールズBARで働くワープアギャル【ターゲット】突撃家を捜索！酒も性もたくさんしてもらって潮吹きド淫乱炸裂！酒池肉林SEX 永瀬ゆい（9月17日、ABC/妄想族）
- 俺の幼馴染がこれから男友達とセックスする。俺はそれを撮影する係。 永瀬ゆい（9月18日、かぐや姫Pt/妄想族）
- 野ションJ○を襲って開脚拘束放置したら我慢できずおしっこ噴射（9月23日、ナチュラルハイ）
- 青チェ円光特別編 3（9月24日、蜃気楼）
- ゆい（9月28日、やり狂う！スケベなセフレ達）
- ゆかちゃん（10月1日、新世代女子）
- セフレのYUIは交尾依存症の為交尾しまくりました（*＾＾）v 永瀬ゆい（10月2日、バビロン/妄想族）
- 妹たちのスカートが短かすぎパンツ丸見え！他の男とのHやオナニーを見せつけられ兄の理性吹っ飛び家族が留守中ワレメ壊れるまでピストンしてしもた！（10月7日、SWITCH）
- 女子校生孕ませレイプ中出し20連発 永瀬ゆい（10月9日、レアル・ワークス）
- 10分で2度抜き手こきサロン4（10月14日、アロマ企画）
- 新 淫乱淫語ディルドオナニー スケベ汁でおま○こグッチョグチョ！3（10月14日、アロマ企画）
- 手足を拘束され目隠しされてる男に遭遇したお姉さん、縛ったままでチ○ポや乳首を弄りまくる！（10月14日、アロマ企画）
- 聖水ハーレム 美少女4人におしっこビチャビチャかけられ何度も射精させられたい！ 月乃ルナ 百瀬あすか 永瀬ゆい 皆月ひかる（10月15日、ムーディーズ）
- ガチでリアルに！！モデルさんの自前ナマ下着でパンチラ撮らせてもらいました（10月21日、アロマ企画）
- 生意気なメスガキ姪っ子を大人チ○ポで黙らせる！！（10月22日、TMA）
- GAL数珠つなぎ個人撮影ドキュメント【ギャルすたグラム ＃006】シコいギャル大集合SP！痙攣大絶頂エロの申し子！ブルンブルン G爆乳！ハメ潮ブッシャー追撃中出し！シコ過ぎる神GAL3人7発射で贈る至高の254分ッ（10月23日、はめちゃん。）
- 頭が悪い神ぎゃる2人と生ハメ旅行動画（10月27日、MERCURY（マーキュリー））
- 彼氏と旅行中のJ系が、乱交OKの混浴風呂に入ってしまい、待ち伏せ中のワニ達に痴漢され、恥辱の中出し快楽にヨガリ狂う…（10月28日、ゲッツ!!）
- 松本いちか、永瀬ゆい、枢木あおいのトリプル凄テクを我慢できれば生★中出しSEX！特別編（10月29日、ワンズファクトリー）
- 【極上スタイル×超激かわビッチ×乱交ハロウィンパーティー】HAPPYハロ淫ッ！オッス！オイラはファック・オ・ランタンッ！！精子に飢えたド変態性欲オバケ2匹をGETだぜッッ！！オイラのチン臭嗅いでヨダレだらッだら喰いつきバッチリ！W激ハメで爆潮マジイキ連発！ 精子を巡ってスペレズ開始！？トドメは中出しッオバケ退治ッッッ！！！「次回予告「精子くれなきゃイタズラするぞ♪中出しナイトメア！！」【ギャルしべ長者SP ペッパー&ソルト】（10月30日、Jackson）
- ゆか（11月3日、俺の素人-Z-）
- ゆい（11月11日、おっぱいちゃん）
- 素人美女が男性宅で家事代行体験中に見せるミニスカパンチラに我慢できず、バックからねじ込むデカチン即ズボ！？イってもやめない激ピストンで連続無許可生中出しww（11月12日、赤面女子）
- 【先輩の潮吹きマ○コをぺろぺろ舐める！お掃除番長（後輩）！ギャルは体育会系縦社会？先輩の後始末は後輩の役割？】友達の目の前でオナニーを見せ合う！…【友達の前でどこまでエッチなこと出来ますか！？03＃ゆいちゃん＆なぎさちゃん編】（11月12日、FALENO TUBE）
- 永瀬ゆい 帰ってきた！カリスマAV監督タイガー小堺の『AV女優のお悩みを一刀両断！！勝手にハメ撮り人生相談始めちゃいました！！ Vol.2（11月13日、さんじのおかず）
- ゆいちゃん（12月1日、素人ペイペイ）
- 妹のパンチラ挑発に我慢できず禁断SEX/永瀬ゆい（12月6日、ディレクターズ）
- 保健室アスリートオイルデトックス コーチ！！試合までに私を仕上げてください！！（12月10日、LEO）
- ゆい＆あずさ（12月17日、俺の素人-Z-）
- ラブラブカップル同士が互いのパートナーを交換するスワッピングゲームに挑戦！！相手の彼女＆彼氏をより多くイカせたら賞金100万円！？勝利の為にエグイほどのエロスキル発動ｗｗ賞金の為に恋人の目の前で他人と生挿入中出しＳＥＸ！？（12月24日、赤面女子）
- 「今から君のチ●ポを痴女りに行くネ」甘サド美少女二人にごっくん＆中出し＆男潮でチ●ポバカにされちゃう僕 松本いちか 永瀬ゆい（12月24日、痴女ヘブン）
- ちっパイシャ！！ちっぱいにザーメンをぶっかけられるちっぱい娘たち（12月25日、SEX Agent/妄想族）

- 制服緊縛 緊縛で被虐開花。私、もっとご主人さまに愛される奴●になります…。 永瀬ゆい（1月1日、AVS collector’s）
- フェラ友ごっくんデート 感度抜群のガリちっぱい露出好きJ系 ビビる男をリードしながらノリノリ5発搾精！！永瀬ゆい（1月1日、山と空/妄想族）
- レズ専用マッチングアプリ 〜出会ってすぐやりたがるヤリモクビアン達〜（1月18日、U＆K）
- ネズミ講式非道の連鎖！下校中のお嬢様学校の女子○生！巻き添えレ●プ！2 「自分だけ不幸だと明日から学校行けないよね？嫌いな子をもっと酷い目に合わせちゃいなよ？」と、表面上は仲良しだけど、心の底ではクソ嫌いな‘自称親友’を呼び出させ首絞め！鬼イラマ！イカせ…（1月27日、サディスティックヴィレッジ）
- 親友売ります2（2月3日、素人39）
- 湯船の中で乳首が勃起するまでイジられ続け拒めずレズイキさせられた美乳娘（2月10日、ナチュラルハイ）
- 永瀬ゆい引退直前スペシャル！！ 夢を追いかける永瀬ゆいとマブダチ美少女の最後の夜遊びNight ハーレム中出し大乱交パーティー！！（2月22日、本中）
- 【流出映像】 女子○生 部活合宿セックス7 和姦・夜這い・襲われ3P・風呂・着替え盗撮…他わいせつ動画多数（2月26日、ビッグモーカル/ピンクジャンキー）
- お酒を飲んで2人で本音で絡み合い1日中セックスしまくる！ ガチ友ホロ酔いレズドキュメント。永瀬ゆい、引退宣言。 松本いちか（3月8日、ビビアン）
- 絶対管理！新しく家族になった3姉妹からメチャクチャ射精管理される小悪魔シスターズ 森日向子 久留木玲 永瀬ゆい（3月8日、ケイ・エム・プロデュース）
- ラッキーな胸チラを発見し、気づかれないように見てたけど、やっぱりバレてた？！ 19〜ヨガインストラクター編〜（3月10日、LEO）
- 大人を舐めたメスガキに制裁キメセク 失禁痙攣アクメでわからせる（3月15日、ムーディーズ）
- うちの兄貴のチ○ポ、マジ絶倫で気持ち良いから、ウチにヤリに来ないー？両親の不在中に義妹とその友達とお泊り中出し会 永瀬ゆい 花狩まい 沙月恵奈（4月5日、本中）※「春のパンツまつり2022」参加作品
- 原作 団鬼六 白昼夢（4月5日、アタッカーズ）
- スカートの中でこっそり生挿入をしてイキまくる！！極上の癒しを提供する大正浪漫リフレ嬢 森日向子 永瀬ゆい 天馬ゆい（4月12日、ケイ・エム・プロデュース）
- 永瀬ゆいTHE FINAL 最後まで自分らしく！！「愛を感じたい！私を奪い合って愛を見せつけて欲しい…」 ファン10名と笑って泣いてハメて抜きまくる愛に溢れた引退感謝祭（5月3日、kawaii*）※引退作

### アダルトVR
- いたずら姪っ子達が変態な僕に綿パンを見せてくれた（7月25日、unfinished）
- 本物アイドルの究極ご奉仕VR 永瀬ゆいが指舐め、足舐め、顔舐め、乳首舐め、尻穴舐め、身体中を舐め回してくれるドMメイド（8月12日、SODクリエイト）
- 本物アイドルといちゃ中出しセックスしよっ！！ 永瀬ゆい（8月29日、ケイ・エム・プロデュース）
- 本物アイドルVR解禁 汗だくパンチラダンス！激甘ささやき淫語！禁断の超イチャイチャ同棲生活 永瀬ゆい（8月30日、kawaii*）
- 1泊2日で泊まりにきたアイドル級に可愛い親戚のゆいと、ひと夏の恋 永瀬ゆい（9月11日、ケイ・エム・プロデュース）
- いいね！メチャカワ☆ダンシングHQVR！！ ショート動画投稿アプリで見つけた激カワ制服女子を呼びだしてノリノリ中出しSEX！！ さらに広がるJ○の輪！！クラスメイトも呼んでもらい夢のハーレム3P VR！！ 渚みつき（9月18日、ムーディーズ）
- 【HQ高画質VR】 俺のカノジョは本物アイドル 永瀬ゆい 〜LIVE中レスもらいまくりでこっそり楽屋でイチャイチャベロキスSEX〜（9月19日、SODクリエイト）
- HQ素人 イマドキタピオカJ○がハマる媚薬連続エクスタシーワリキリSEX VR！！ SEXもお金も大好きなJ○にピッタリな放課後バイト！1○才の唾液垂らしと丁寧な顔舐めで興奮MAX！さらに生ハメ中出し大歓迎高画質VR！！（10月3日、ナンパJAPAN）
- 新開発！超精細カメラ撮影 握手会で推しのアイドルが誘惑してきて神展開すぎた件 永瀬ゆい（10月11日、CASANOVA）
- HQ超激的高画質 『お願いもう止めて！もう何度もイっちゃってるって言ってるでしょう！』 イってもイってもイキ止まらないハードピストンで義妹が連続爆イキ！『ちょっとそんなに早く動か…SEX大好き超甘えん坊の小悪魔ヤリマン義妹と毎日ヤリまくるVR 永瀬ゆい（10月22日、ロイヤル）
- 永瀬ゆい 美少女と競泳水着とミニスカニーソな休日。（10月24日、CRYSTAL VR）
- パンパン音がすごい杭打ちピストン騎乗位が最高なゆいとのイチャラブ性交【生ハメ】連続キスと左右往復乳首吸いと顔面舐め手コキとヌチュ音がエロい濡れまくり対面座位と感じて潤んだ瞳が迫る超・覆いかぶさり正常位とバック【中出し】最後は騎乗位パンパン音450回以上（10月24日、アリスJAPAN）
- 新開発！超精細カメラ撮影 射精コントロール！オナ指示痴女 永瀬ゆい（10月25日、CASANOVA）
- ハロウィン痴● VR（10月25日、ナチュラルハイ）
- 何でも言うことを聞いてくれるネコミミAIアンドロイド 永瀬ゆい（10月30日、4K VR）
- 【AV女優に突然無言勃起みせつけ】〜現場に入り込み直接勃起見せつけたらどんな反応するのか？舐めてくれるのか？〜（11月20日、ケイ・エム・プロデュース）
- HQ 劇的超高画質 青春19歳！衝動が止められない！（11月21日、ブイワンVR）
- ギャップ痴女に射精管理されたい！ 見た目とのギャップがたまらないド痴女のJOIと杭打ちピストン強●連続射精騎乗位3P（11月21日、SODクリエイト）
- 妹風俗でかわいい妹達に中出しハーレム天国プレイ！ 永瀬ゆい 有村のぞみ 岬あずさ（11月29日、4K VR）
- 天井特化アングル！ジーニアス騎乗位（Genius in cowgirl position）！ 永瀬ゆい（12月1日、KMPVR-bibi-）
- 黒パンストVR（12月9日、ケイ・エム・プロデュース）
- 感じている顔VR（12月16日、ケイ・エム・プロデュース）
- 超精細カメラ撮影 舐めJOI（12月20日、CASANOVA）
- 本中10周年記念3Dバーチャルトリップ！！ 美少女中出し島VR！！ 10人のオマ○コをアナタだけが独り占め！！ハイクオリティハーレム中出し22連発SPECIAL！！（12月25日、本中）
- 超至近距離パンチラ挑発アイドルダンス ～発射へ導くオナニーサポート性交～ 永瀬ゆい（12月31日、TMA）

- HQ 60fps 可愛すぎるツインテール美少女ゆいちゃんが制服姿でお泊り◆【ASMR】淫語のオナニー指示でカウントダウン射精命令！【JOI】無●正アナル丸見え！騎乗位、背面座位、対面座位、正常位で突き合い絶頂しまくりの中出しセックス 永瀬ゆい（1月11日、こあらVR）
- 超至近距離パンチラ挑発アイドルダンス 〜発射へ導くオナニーサポート性交〜 永瀬ゆい（1月31日、TMA）
- 今日これから…君の乳首、犯しにイクね VR 永瀬ゆい（2月20日、ドリームチケット）
- 【3Dハメ撮りVR】ホテルに入った瞬間即ハメ即イキ即発射！騎乗位、後背位、正常位でガンガン猛烈に突きまくり絶頂させまくりの中出しSEX 永瀬ゆい（2月22日、こあらVR）
- からかい上手の永瀬さんVR 永瀬ゆい（2月29日、TMA）
- HQ超高画質！【M男専用VR】「てめぇさっさとシコれよ」進学校に通う清楚な顔した黒パンスト穿いた義妹が上から目線で見下し淫語オナサポ/金蹴り/ビンタ/脚コキ/唾吐き/濃厚フェラ！罵倒されフル勃起したチ○ポにガニ股生挿入！卑猥な腰振りで何度もイキ乱れ… 永瀬ゆい（3月13日、V＆R PRODUCE）
- 本物アイドル2人と夢のイチャらぶ逆3P 前後左右から耳元囁き＆全身舐め！ローションぬるぬるイカサレされまくり！ 永瀬ゆい 音羽ねいろ（3月26日、SODクリエイト）
- 共学初年度 元女子校に入学した男子は僕ひとり！？先輩お姉さん達の部活勧誘がエロすぎて毎日金玉カラッカラ！邪魔者一切なし！1対9のハーレム学園天国！！（3月26日、kawaii*）
- HQ超高画質！「ほら、いっぱいシコシコして…」心優しいスク水ニーハイ家政婦が超至近距離で見つめながら童貞の僕にオナニーサポート！初体験のベロキス/耳舐め/ささやき/ニ-ハイ足コキ！一度の射精では収まらない童貞チ○ポを筆おろし！何度も訪れる快楽に… 永瀬ゆい（3月28日、V＆R PRODUCE）
- メスイキVR（4月6日、ケイ・エム・プロデュース）
- HQVRで帰ってきた！完全再現度アップ！リアル過ぎる制服見学店 マジックミラー越しに至近距離でパンチラ・胸チラ・疑似フェラ＆セックスをガン見！！（4月17日、kawaii*）
- トイレがない世界で、アイドルの楽屋のトイレになれるVR（4月23日、SODクリエイト）
- お花見新人歓迎会 僕が好きな先輩と僕を好きな後輩ハイテンション奪い合い中出し逆3P（4月24日、本中）
- HQVRで覗きまくる！！神出鬼没の超淫乱ゲリライベント スケスケのセーラー服でおっぱいポロン＆マンモロ！マジックミラー越しに制服美少女と疑似セックス（5月14日、kawaii*）
- HQ60fps J●監禁恥辱飼育絶叫悶絶「やだやだ！お願いします！止めて！！帰して！」（7月2日、TEPPAN VR）
- 初体験がまさかの親子丼！！フェロモンむんむん性教育ママ×好奇心＆性欲旺盛な彼女 童貞の僕がいきなりセックス玄人になった気分を味わえる凄テク骨抜き筆おろし体験（7月2日、kawaii*）
- 女子の中に僕ひとり！！ 新米看護師の僕が女だらけの先輩ナースに可愛がられてかわりばんこで全員と中出しした勤務1日目。（7月9日、本中）
- 制服美少女と性交 ver.VR 永瀬ゆい（8月7日、ドリームチケット）
- 低身長女子145〜156cm12名収録！！ミニマム女子ナマ中出し濃厚SEX！！180分PREMIUM BEST（9月17日、ケイ・エム・プロデュース）
- あのアイドル流出3P VR！！ ファンの前ではニコニコ（*´∇｀*）えらい人の前ではアンアン （*´д｀*） ハメ撮りカメラ映像もリアルでアイドルのバーチャル枕営業体験！！（9月29日、ムーディーズ）
- 中出し成功率100％のパパ活神アプリ 速攻美少女に出会えて生ハメ！生中出しSEX！（10月1日、ROOKIE）
- 僕に唾液をたらしてエッチなこと沢山してください！（10月28日、ROOKIE）
- らぶほなう。永瀬ゆい（11月6日、CASANOVA）
- パイパン剃毛VR ゆいちゃんのマン毛をジョリジョリ剃って出来立てつるつるパイパンとぬるぬるナマ中出し 永瀬ゆい（11月20日、本中）
- 自由自在の粘膜プレイで犯す小悪魔キラー ヤリ過ぎ的な顔舐め攻撃で毎日せがまれているボク 永瀬ゆい（12月9日、KMPVR-bibi-）
- 学校サボリ中の炉利ビッチ ゆいちゃん ブクロでナンパしてホテルで生姦（12月14日、SODクリエイト）
- 都会から自然教室に来た3年2組の女の子〜キャンプ場管理人による日焼け美少女わいせつ性交〜（12月31日、TMA）

- 【全編ノーモザイク】AV女優・ブルマ・デカ尻・アナルコレクション（1月14日、V＆R PRODUCE）
- もんの凄いスピードで犯し続ける濃密連射 生死ギリギリまで縦横無尽に痴女られる窒息風俗店 永瀬ゆい（1月17日、ケイ・エム・プロデュース）
- ほぼノーモザイクVR 目の前でTバックランジェリーのままオナニーして感じまくる姿が見れる！（1月20日、ROOKIE）
- 天井特化アングルVR 絶頂リラクゼーションASMR〜淫音と淫語で快楽射精！！〜（1月22日、ケイ・エム・プロデュース）
- 卑猥な身体を魅せつけながら痴女が唾液を垂らす（2月22日、ケイ・エム・プロデュース）
- 指咥えさせJOI＆窒息JOI 新たな性感帯で喉イキ誘発VR！！（3月8日、ケイ・エム・プロデュース）
- ミニスカニーハイハイスクールVR！！ 絶対領域とパンチラでクラスメイトからモテまくりヤリまくり学園天国！！（4月14日、ムーディーズ）
- 最強気持ちいい0距離超密着！美女限定対面座位SUPER BEST（5月15日、KMPVR-bibi-）
- 天井特化アングルでオナニー見せ合うVR（5月26日、ケイ・エム・プロデュース）
- フェラ顔じっくり！！舐め音くっきり！！ 机の穴から出たチ○ポを至近距離でフェラしつづけるVR クリアディルド舐め！パンツ上＆下愛撫！オナホコキ！濃厚フェラ！男性の身体が映っていないから激シコできる高画質フェラ保存版！！（5月26日、ワンズファクトリー）
- じっくり女体観察3 そのままSEX（5月28日、ROOKIE）
- 生徒の誘惑に負けた担任の僕は放課後ラブホで…VR ミツキとユイに挟まれ身動きも出来ずに何度も、何度も、中出ししてしまった…（6月13日、痴女ヘブン）
- SEX史上最強の密着感！真夏の300分対面座位SUPERBEST（7月2日、ケイ・エム・プロデュース）
- 風パンチラ（7月7日、ROOKIE）
- ヨガり顔を近距離視姦！吐息に悶える！地面特化イカセVR（7月15日、ケイ・エム・プロデュース）
- 数珠つなぎ媚薬漬けVR キメセクにハマった修学旅行生たちに舐められハメられ‘順に’中出しハーレムSEX（7月23日、ナチュラルハイ）
- 超ラブホなう。（7月23日、CASANOVA）
- 究極のベロテクで顔面をしゃぶり尽くす‘舐め専門ヘルス’のNo.1嬢と粘膜絡み合う特濃性交！ 永瀬ゆい（9月11日、ケイ・エム・プロデュース）
- 1度味わうとクセになる…女体化EXTRA BEST！！！（9月25日、ケイ・エム・プロデュース）
- 美少女2人を半年間たっぷり調教 僕を奪い合う奴隷ハーレムVR（9月29日、アタッカーズ）
- 虜になるまで…絶対にヤメない。小悪魔妹の超強すぎる誘惑テクに断れるハズもなく… 永瀬ゆい（9月30日、ケイ・エム・プロデュース）
- 連れ子の妹ゆいはギャルでヤリマン！童貞筆おろしという大義名分を振りかざしパコりまくり！【ハイクオリティ高画質】全コーナー完全ノーカット天井特化VR 永瀬ゆい（12月1日、kawaii*）
- 発育途中の姪っ子が田舎にやってきてお家プールで遊ぶ無防備スク水姿がたまらない… 顔は子供、心は大人、カラダは成長中！スク水姪っ子達がおもしろがってボクのち○ぽに新品マ○コを交互挿入！たまらず中出し（12月17日、ワンズファクトリー）
- 完全ノーカットでお届け！！永瀬ゆいBEST297分（12月18日、ケイ・エム・プロデュース）

- 超全身舐めアイドル究極ハーレムVR 大好きな推しのアイドルたちに囲まれチ○ポはもちろん足の先から身体中、顔面まで全身同時舐め回し！さらに全員ナマ挿入アイドル孕ませ中出しSEX！！ 永瀬ゆい 南乃そら 安藤もあ 朝日りん 夜空あみ（1月10日、SODクリエイト）
- 【VR】ねぇねぇ、この子とエッチしない！？ 友達を売りに来た円光斡旋J子9 学園アイドル編（1月28日、ワンズファクトリー）
- 【VR】天井特化アングルVR ～永瀬ゆいの騎乗位はすごいってよ～（1月31日、ケイ・エム・プロデュース）
- 【VR】顔面特化VR ～ずっと見つめてあげる～（2月22日、ケイ・エム・プロデュース）
- 【VR】【進化版！全編ASMR特化】「お兄ちゃんの耳、犯してみよっか！」脳内淫語感染 痴女っ子Wシスターズに前後左右から密着サンドイッチ逆3Pエッチッチ（2月22日、kawaii*）
- 【VR】＜サトリ君＞心の声が頭の中に流れ込んでくる…女心の本音と建前がリアルでエグくてクセになる脳漿炸裂VR 永瀬ゆい 松本いちか（2月28日、kawaii*）
- 【VR】これで見おさめ制服コンビ！！初代天井特化＆地面特化女優によるVRラスト共演！！ チャプター間のカット無しでヌキやすさにトコトンこだわり！座り＆立ち＆天井特化＆地面特化全4アングル高画質ノーカット！！ この2人だからできた… 永瀬ゆい 松本いちか（3月7日、ムーディーズ）
- 【VR】THE ONE TAKE VR 永瀬ゆい、松本いちか/ホスト×奪い合い×ハーレム（4月10日、kawaii*）

### イメージビデオ
- 外神田の本物アイドル…『AV無理』 19才の敏感すぎるロリボディをメチャメチャ完全穢し揉み（2019年5月1日、未満）
- 奇跡のビジュアル地方出身タレント 衝撃の出演!!（2019年10月25日、スパイスビジュアル）※「酒井日奈子」名義
- Yui トキメキミニトリップ 永瀬ゆい（2020年8月6日、グラッツコーポレーション）
- ヘアーヌード～無修正・ミニマムキュート美少女・元アイドル～パンティー付 永瀬ゆい（2020年11月26日、スパークビジョン）
- 処女のキモチ（2021年3月26日、スパイスビジュアル）

### 写真集
書籍版
- 永瀬ゆい1st.写真集 「決意の少女」（2021年3月26日、彩文館出版）

デジタル写真集
- 純潔ロリィタと性交 永瀬ゆい（2019年12月24日、DT publishment）
- 艶BODY濃密接写 永瀬ゆい 小悪魔ロリエロ嬢と中出し合体（2020年5月20日、Milkyway）
- 君の乳首さわさわしちゃうよ　永瀬ゆい（2020年8月27日、コスモ出版）
- ヘアーヌード〜無●正・ミニマムキュート美少女・元アイドル〜 永瀬ゆい（2020年10月14日、スパークビジョン）
- 【完全版】姪交換 5 / 永瀬ゆい 美甘りか（2020年10月22日、五百十）
- Y/N Yes or No 永瀬ゆい【ヘアヌード写真集】（2021年3月19日、プレステージ出版）
- Y/N Yes or No 永瀬ゆい【グラビア写真集】（2021年3月19日、プレステージ出版）
- 永瀬ゆい Sweetie pie（2021年4月30日、CielazurLivres）
- Girlfriend Yui ほっそり美少女の攻めたくなるお尻 adult（2021年10月26日、Milkyway）